# Sušačka revija
Sušačka revija, hrvatski časopis sa Sušaka. Izlazi u tiskanom i elektronskom obliku.

## Povijest
Osnivanju časopisa prethodilo je osnivanje Kluba Sušačana 1992. godine. Malo poslije toga uslijedila je zamisao i potreba izdavanja vlastitog časopisa. Razlog je bio pisanom riječju približiti se članovima i sugrađanima sa Sušaka i Rijeke. Ciljalo se nove naraštaje upoznati s kulturnim, gospodarskim i civilizacijskim vrijednostima ovoga grada i ovoga kraja. Travnja 1993. godine izašao je prvi broj. Klub Sušačana ga je osnovao i njegov je nakladnik. Predstavlja ga predsjednik kluba Zdravko Ćiro Kovačić. Prvih dviju godina glavnim i odgovornim urednikom bio je Danko Pavešić. Slijedi razdvajanje dužnosti glavnog i odgovornog urednika, pa je Danko Pavešić obnašao dužnost odgovornog urednika, a glavnog Mladen Urem. U prve tri godine Suška revija bila je glasilo Kluba Sušačana. Od dvanaestog je broja Glasilo za kulturu i društvena zbivanja Hrvatskog primorja, kvarnerskih otoka i Gorskog kotara. Alen Čemeljić došao je 1996. godine na mjestu glavnog urednika, a umjesto dotadašnjeg tehničkog urednika Ive Marendića došao je Slavko Katnić. Časopis je od osnutka zadržao redovitost izlaženja u ritmu od četiri broja godišnje u nakladi od 1300 do 2000 primjeraka. List se bavi temama iz prošlosti i aktualnim zbivanjima što je stvorilo široki krug čitatelja. Sušačka revija se do kraja otvorila prema suradnicima. Dobrom organizacijom izdavača stalno je osigurano redovito izlaženje 36 brojeva što je rijetko i na razini cijele Hrvatske. Nakon osam godina od osnutka pokazala se najvažnijim časopisom u gradu koji se bavi životom grada i oblikovanjem njegova kultunog identiteta. Obilježila je konac 20. stoljeća i početak 21. stoljeća u Rijeci. Time je postala najtiražniji i najprodavaniji časopis te vrste posljednjih pedesetak godina u Rijeci. Po nekim elementima pokazala se nastavkom davnih listova Rivala i Riječke revije.

## Vanjski izvori
- WorldCat
- Hrvatski nacionalni skupni katalog  Arhivirana inačica izvorne stranice od 21. ožujka 2021. (Wayback Machine)